# Гаспар Беширян
Гаспар Беширян Бохосян е арменец, железничар в Османската империя, а по-късно в България.

## Биография
Роден е през 1854 г. в Харпут, (днес Елязъг), Източен Анадол. Завършва „Роберт колеж“. Започва работа в Баронхиршовата железница по строителството на железния път Цариград – Белово. Назначен е за първия началник на гара Сарамбей. При откриването на железопътната линия през 1874 г. посреща лично Мидхат паша на гарата. Участва в Руско-турската война от 1877 – 1878 г. През 1901 г. засажда овощна градина около гарата. През 1906 г. печели почетен диплом за най-сочните и едри плодове и зеленчуци на овощарско-пчеларска изложба в София. На 19 ноември 1905 г. става български поданик. Близък е с Ованес Съваджъян. Има две дъщери. Умира през 1932 г. в Сарамбей. На гарата в Септември днес има поставена негова паметна плоча.